# Albania en los Juegos Paralímpicos de Londres 2012
Albania estuvo representada en los Juegos Paralímpicos de Londres 2012 por un deportista masculino. El equipo paralímpico albanés no obtuvo ninguna medalla en estos Juegos.